# 大鼻雙冠麗魚
大鼻雙冠麗魚，為輻鰭魚綱鱸形目隆頭魚亞目慈鯛科的其中一種，分布於中美洲尼加拉瓜及哥斯大黎加大西洋岸的淡水流域，體長可達18.5公分，棲息在溪流、湖泊的中底層水域，屬雜食性，以昆蟲及有機碎屑為食，生活習性不明。

## 擴展閱讀
維基物種上的相關：大鼻雙冠麗魚